# Ascalenia vanella
Ascalenia vanella — вид лускокрилих комах родини розкішних вузькокрилих молей (Cosmopterigidae).

## Поширення
Вид поширений в Європі, Малій Азії, на Кавказі та на Канарських островах. Присутній у фауні України.

## Опис
Розмах крил 7,0-10,5 мм. Тіло та крила сіро-коричневі зі світло-сірими лусочками. Ці лусочки також утворюють дві дуже невиразні та неправильні перев'язі, що знаходяться на 1/3 та 2/3 довжини переднього крила. Зовнішня смуга проходить трохи косо назовні. На 1/3 довжини переднього крила є темна овальна пляма на анальній складці. Подібна, але менша пляма знаходиться посередині крила на внутрішньому краї зовнішньої перев'язі.

## Спосіб життя
Гусениці живляться на мірикарії німецькій та, можливо, різних видів тамарикса. Вони мінують насіння та пагони. Буває два покоління на рік. Метелики летають з червня по липень і з вересня по жовтень. Друге покоління зимує і вилітає знову ранньою весною.